# Пал Кастриоти
Пал Кастриоти — албанский феодал конца XIV — начала XV века. С 1383 года упоминается как владелец двух деревень (Сина и Нижняя Гарди). Его отец был кефалом в замке Канина в Валонском княжестве. Согласно Гьону Музаки, Пал имел трех сыновей: Константина, Алексея и Гьона Кастриоти (отца Скандербега).

## Семья
Первый представитель рода Кастриоти упоминается в Албании в исторических документах в 1368 году в звании кефала или каштеляна в замке Канина, входившим в состав Валонского княжества. Югославский историк Иван Божич предполагал, что отец Пала получил поместье в Албании от сербского царя Стефана Душана после того, как он захватил Берат, Валону и Канину в 1345 году. Существует предположение, что прадед Скандербега был сербского происхождения. Австрийский историк Генрих Кречмер (специалист по истории Венеции) утверждал, что Пал Кастриоти, отец Гьона и деда Скандербега, был кефалом в замке Канина.
Павл Кастриоти имел трех сыновей: Константин, Алексей и Гьон Кастриоти. Алексей Кастриоти владел тремя деревнями, Константин был протовестиарием в Сине (Серине) возле Дурреса. Согласно венецианскому документу, обнаруженному Карлом Хопфой, Пал Кастриоти носил титул господин Серуджи (доминус Серины).
Гьон Кастриоти был самым известным из братьев. Как и многие албанские дворяне стал вассалом Османской империи после 1385 года. Кастриоти поддержали султана Баязида в битве при Анкаре в 1402 году. В 1432-1436 годах Гьон Кастриоти участвовал в неудачном восстании албанских князей под руководством Георгия Арианити.

## Владения
В конце XIV века Пал Кастриоти носил название «сеньор де Сигна и де Гарди-ипостеси» (Сина и Нижней Гарди), он владел этими двумя селами. Согласно некоторым источникам, его поместья были расположены на горе Qidhna, к северо-западу от Дебара. Около 1383 года Пал Кастриоти получил во владение две деревни в феод от Балши II, правителя Зеты. С ослаблением рода Балшичей род Кастриоти стал усиливаться. Гьон Кастриоти смог расширить домен рода Кастриоти и захватил область Мати. После смерти Гьона Кастриоти его удел вошёл в состав османских владений и был известен в османском реестре как «иль Ювана». Одна часть удела Гьона Кастриоти, состоящая из девяти деревень, вначале стала тимаром Скандербега, а в 1438 году была предоставлена Андре Карло.